# Stéphane Sparagna
Stéphane Sparagna (* 17. Februar 1995 in Marseille) ist ein französischer Fußballspieler.

## Karriere

### Verein
Sparagne begann seine Fußballkarriere in der Jugendabteil von Olympique Marseille und durchlief diese bis zu seinen Aufstieg in die erste Mannschaft von Olympique Marseille zur Saison 2014/15. Am 9. August 2014, dem ersten Spieltag der Ligue 1, durfte er beim Auswärtsspiel gegen SC Bastia, welches 3:3 endete, sein Debüt für geben.
Damit Sparagne Spielpraxis sammeln kann, wurde er zur Saison 2016/17 in die zweite Liga zu AJ Auxerre verliehen.
2017 wechselte er nach Portugal, wo er sich Boavista Porto anschloss. Der Verein aus Porto spielte in der höchsten Liga des Landes, der Primeira Liga. Für Boavista absolvierte er 26 Erstligaspiele. Anfang 2020 unterschrieb er einen Vertrag beim Zweitligisten UD Vilafranquense.

### Nationalmannschaft
Am 7. Oktober 2014 lief Sparagna beim 1:1-Unentschieden im Freundschaftsspiel gegen Tschechien zum ersten Mal für die französische U-20-Auswahl auf und absolvierte dabei die gesamten 90 Minuten.